# Zecca di Sirmium
La zecca di Sirmium (Moneta) era l'edificio presso il quale vi fu la prima coniazione di monete in epoca imperiale romana a Sirmium, l'attuale Sremska Mitrovica, a partire da Costantino I.

## Edificio
Non conosciamo con precisione dove si trovasse l'edificio della zecca di Sirmium, possiamo solo presumere che si trovasse nei pressi del forum (piazza principale) dell'antica Sremska Mitrovica, in modo similare a quanto accadde a Mediolanum.

## Storia e monetazione

### Costantino e i figli (320-325/326)
Negli anni 317-319 Costantino I combatté contro i Sarmati del tratto di limes pannonicus, ottenendo per la prima volta il titolo vittorioso di Sarmaticus maximus come sembra dimostrare un'iscrizione rinvenuta in Mauretania, tanto da far ritenere al Mócsy che lo stesso soggiornò a Sirmium quasi ininterrottamente fino al 324 (anno in cui le sue armate mossero contro Licinio), facendone la propria capitale. Anche Horst sostiene che le sue residenze imperiali preferite, nel corso degli anni compresi tra il 317 ed il 323, furono soprattuttoSerdica e Sirmium. È quindi da questo periodo che Costantino potrebbe aver iniziato a battere moneta presso la zecca di quest'ultima città (dal 320 al 325/326). Vinto Licinio, Costantino I era riuscito a riunificare l'intero mondo romano nelle sue mani, era di fatto divenuto monarca unico (Restitutor orbis) ed assoluto dell'Impero romano (Dominus et Deus). La tetrarchia era così definitivamente naufragata nel 324, al termine di una lunga guerra civile durata quasi un ventennio (dal 306 al 324).
E così nel 324 e/o 325, al termine di nuovi anni di campagne militari contro la federazione degli Alamanni da parte del figlio di Costantino I, Crispo, la monetazione ne celebrò l'"Alamannia devicta", mentre il padre, continuò ad utilizzare quali sue residenze imperiali preferite, oltre a Serdica e Sirmium, anche Nicomedia.
| Primo periodo | Primo periodo        | Primo periodo                                                               | Primo periodo | Primo periodo | Primo periodo    | Primo periodo                                                           |
| Immagine      | Valore               | Dritto                                                                      | Rovescio | Datazione     | Peso; diametro   | Catalogazione                                                           |
| ------------- | -------------------- | --------------------------------------------------------------------------- | --- | ------------- | ---------------- | ----------------------------------------------------------------------- |
|               | miliarense d'argento | CONSTANTINUS MAX AUG, testa verso destra;                                   | CRISPVS ET CONSTANTINUS [...], i busti dei due figli di Costantino I, ora Cesari, uno di fronte all'altro; SIRM in esergo.                                                                                | 320           | 23mm, 3.92 g     | RIC VII 14; Gnecchi pl. 29, 8; Bastien, Donativa p. 76, note 11; RSC 3. |
|               | solido d'oro         | D N CRISPVS NOBILISS CAES, testa laureata verso sinistra con corazza;       | VICTORIA AVG ET CAESS N N, la Vittoria in piedi, tiene in mano una corona con la destra e una palma nella sinistra, in basso due prigionieri seduti ai suoi piedi, a destra e a sinistra; SIRM in esergo. | 323           | 6.72 gm, 6h      | RIC Crispus, VII 35 e 36.                                               |
|               | follis               | CONSTANTINUS AVG, testa laureata verso destra.                              | SARMATIA DEVICTA, la Victoria avanza verso destra, tiene in mano un trofeo ed una palma, mentre calpesta un prigioniero seduto sulla destra; SIRM in esergo.                                              | 324/325       | 19mm, 2.97 g, 6h | RIC VII 48.                                                             |
|               | follis               | FL IVL CRISPVS IVN NOB CAES, testa laureata verso destra;                   | ALEMANNIA DEVICTA, la Vittoria avanza, tenendo un trofeo ed una palma in mano, mentre un prigioniero è seduto ai suoi piedi; SIRM in esergo.                                                              | 324/325       | 20mm, 3.15 gm    | RIC Crispus, VII 49; LRBC 803.                                          |
|               | follis               | CONSTANTINVS IVN NOB CAES, testa laureata verso destra e busto con corazza; | ALEMANNIA DEVICTA, la Vittoria avanza, tenendo un trofeo ed una palma in mano, mentre un prigioniero è seduto ai suoi piedi; SIRM in esergo.                                                              | 324/325       | 20mm, 3.40 gm    | RIC Constantinus II, VII, 50.                                           |

### Da Costanzo II a Graziano (351?-378?)
La zecca sembra riaprì nell'ultima parte del regno di Costanzo II (dal 351 ca.), continuando poi sotto Flavio Claudio Giuliano (anche con monete d'oro), fino alla riforma monetaria di Valentiniano I del 366-369. La zecca tornò attiva, infine, questa volta però con sole monete d'argento, durante il regno dell'imperatore Graziano (attorno al 378-379).
| Primo periodo | Primo periodo           | Primo periodo | Primo periodo | Primo periodo                | Primo periodo                    | Primo periodo |
| Immagine      | Valore                  | Dritto | Rovescio | Datazione                    | Peso; diametro                   | Catalogazione |
| ------------- | ----------------------- | --- | --- | ---------------------------- | -------------------------------- | --- |
|               | Siliqua d'argento       | D N CONSTAN TIVS P F AVG, testa di Costanzo II verso destra con diadema, busto con drappeggio e corazza.                                | Una corona, al centro della quale la scritta su quattro righe: VOTIS / XXX / MULTIS / XXXX; SIRM in esergo. | 351                          | 21 mm, 3.14 g.                   | RIC VIII 17; RSC 342-3f. |
|               | asse di bronzo          | DN CONSTANTIUS NOB C(aesar), testa di Costanzo Gallo verso destra con diadema, busto con drappeggio e corazza; una A alla sua sinistra. | HOC SI[G]NO VICTOR ERIS, Constanzo in piedi di fronte, la testa verso sinistra, tiene un labaro ed una lancia trasversale; a destra la Vittoria sulla sinistra, che lo incorona e tiene una palma; III/-//ASIRM in esergo. | 351                          | 21mm, 4.94 g, 7h (1° officina).  | RIC VIII 31. |
|               | Centenionale di bronzo. | DN CONSTANTIVS P F AVG, testa con diadema di perle verso destra e busto con corazza;                                                    | FEL TEMP REPARATIO, soldato in piedi verso sinistra, punta la lancia contro un cavaliere caduto in terra (un sarmata dei Limigantes); M-//•ASIRM• in esergo.                                                               | 359 (per datazione vedi qui) | 17mm, 2.84 gm (1° officina).     | RIC Constantius II, VIII 75; LRBC 1612. |
|               | centenionale di bronzo  | FL CL IVLIA-NVS P P AVG, testa con diadema di perle verso sinistra e busto con corazza;                                                 | VOT/X/MVLT/XX su quattro linee, all'interno di una ghirlanda; BSIRM in esergo. | 361/362                      | 20mm, 3.04 g, 12h (2° offcina);  | RIC Fl.Claudius Iulianus, VIII 108; LRBC 1619. |
|               | solido d'oro            | FL CL IVLIA-NVS P P AVG, testa con diadema di perle verso destra e busto con corazza;                                                   | VIRTVS EXERCI-TVS ROMANORVM, un soldato in piedi verso destra, la testa a sinistra, tiene un trofeo sulla spalla sinistra e mette la mano sulla testa di un prigioniero; SIRM in esergo.                                   | 361/362                      | 4.28 gm                          | RIC Fl.Claudius Iulianus, VIII 95; Depeyrot 21/1; Cohen 78. Near EF. From the Jürgen K. Schmidt Collection. Ex Münzen und Medaillen Liste 597 (June 1996), no. 34. |
|               | Follis di bronzo        | DN VALENTINI-ANUS P F AVG, testa con diadema di perle verso destra e busto con corazza;                                                 | RESTITU-TOR [...], Valentiniano I sta di fronte, la testa dritta, tiene una vittoria ed un labaro; ASIRM in esergo. | 364                          | 19mm, 3.45 g, 12h (1° officina). | RIC Valentinianus I, IX 6a.1; LRBC 1627. |
|               | Siliqua d'argento       | DN VALENTINI-ANUS P F AVG, testa con diadema di perle verso destra e busto con corazza;                                                 | VOTIS/ V/ MVLTIS/ X su quattro linee all'interno di una ghirlanda; SIRM in esergo. | 364-367                      | 19mm, 2.17 g, 12h.               | RIC Valentinianus I, IX 2; RSC 79a. |

### Da Teodosio al figlio Onorio (394-397 ca.)
L'ultimo periodo in cui sembra che la zecca tornò attiva fu a partire dall'usurpatore Flavio Eugenio (394) fino al regno del figlio di Teodosio I, Onorio (nel 397 ca.).
| Primo periodo | Primo periodo | Primo periodo                                                                      | Primo periodo | Primo periodo | Primo periodo  | Primo periodo |
| Immagine      | Valore        | Dritto                                                                             | Rovescio | Datazione     | Peso; diametro | Catalogazione |
| ------------- | ------------- | ---------------------------------------------------------------------------------- | --- | ------------- | -------------- | ------------- |
|               | solido d'oro  | DN HONORI-VS P F AUG, testa con diadema di perle verso destra e busto con corazza; | VICTORI-A AVGGG, Onorio in piedi verso destra, tiene un'insegna e la Vittoria su un globo, i piedi su un prigioniero; S-M//COMOB in esergo. | 395-397       | ?              | ?             |